# Albaching
Albaching (Ở địa phương còn gọi nó là "Oibich") là một xã ở huyện Rosenheim bang Bayern thuộc nước Đức.

## Địa lý

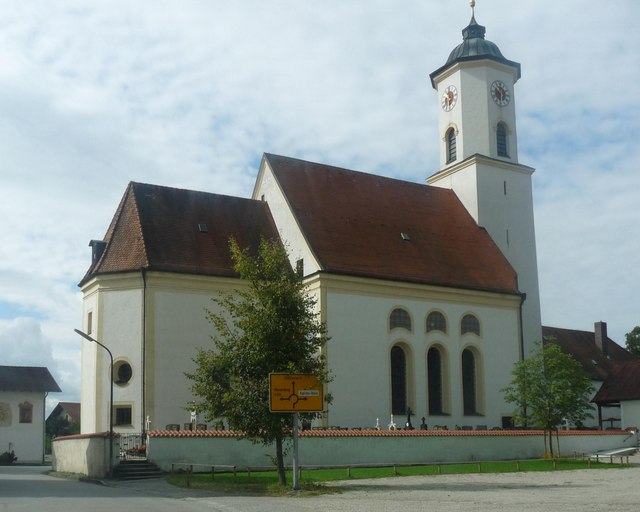
Nhà thờ St. Nikolaus

Albaching nằm ở vùng dưới dãy núi Alpen (Alpenvorland), cách München khoảng 45 km ở phía Đông, 30 km về phía Nam của Erding, 40 km về phía Tây nam của Mühldorf, 12 km về phía Tây bắc của Wasserburg am Inn, 38 km về phía Bắc của Rosenheim và 13 km về hướng Đông bắc của Ebersberg. Trạm xe lửa gần nhất là Forsting cách khoảng 4 km, một làng thuộc xã Pfaffing.